# فرنچ شیپ تالاسا (۱۹۹۶)

{{Infobox ship characteristics
فرنچ شیپ تالاسا (۱۹۹۶) (به انگلیسی: French ship Thalassa (1996)) یک کشتی است که طول آن  ۷۳٫۶۵ متر (۲۴۱ فوت ۸ اینچ) Length overall می‌باشد. این کشتی  در سال ۱۹۹۵ (میلادی)|۱۹۹۵]] ساخته شد.